# Христос в къщата на Марта и Мария (Сантафеде)
„Христос в къщата на Марта и Мария“ (на италиански: Cristo in casa di Marta e Maria) е картина, нарисувана през 1612 г. от неаполитанския художник Фабрицио Сантафеде. Платното с размери (310 × 210 см) е съхранено в църквата на комплекса Пио Монте дела Мизерикордия в Неапол, Италия.
Картината е запазена и до днес в същия институт, за който е рисувана –  Пио Монте дела Мизерикордия. Тя е една от седемте картини, запазени в седемте малки олтара, заобикалящи главния олтар с картината „Седемте милосърдни дела“ на Микеланджело да Караваджо в църквата на комплекса „Пио Монте“.

## Описание
Творбата е вдъхновена от глава 10 на Евангелие от Лука, в което се разказва за посещението на Исус в дома на Марта и Мария. Докато Марта се грижи за домакинската работа, Мария сяда да слуша словото на Исус. Марта обвинява сестра си, че не помага, а седи и слуша. Христос в защита на Мария обръща внимание на сестра ѝ, че избира да се грижи и мисли за много неща, докато Мария прави верен избор да слуша Божието слово.
С изящна изработка, картината не се фокусира единствено върху тримата герои на историята, но и върху едно от седемте милосърдни дела, „Приемане поклонниците“.